# Woodburn Stud

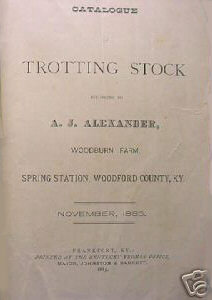
Woodburn Farms försäljningskatalog från 1885.

Woodburn Stud var ett amerikanskt stuteri beläget i Woodford County, Kentucky, cirka 16 km från staden Lexington. Det grundades på 1700-talet av General Hugh Mercer som hade förvärvat land för sina militära tjänster under amerikanska frihetskriget. Robert Alexander (1767–1841), en skotsk immigrant, kom till Virginia från Skottland 1786. Omkring 1790 köpte han Mercers egendom i Kentucky. Under ledning av sin son, Robert A. Alexander, under 1800-talet, blev Woodburn Stud en av Kentuckys största stuterier för engelska fullblod.

## Historia
Robert A. Alexander var den första som etablerade en systematisk metod för hästuppfödning. Woodburn Stud var hem för hingsten Lexington (1850–1875), USA:s ledande avelshingst under sexton år. Lexington födde många mästare och vinnare av stora löp, inklusive Duke of Magenta, Kentucky och Preakness, som Preakness Stakes är uppkallat efter. Woodburns uppfödningar gav 18 vinnare av Amerikanska Triple Crown-löp.
Några av de mest anmärkningsvärda fullblod som begravdes på Woodburn Farm inkluderar Asteroid (1861–1886), Planet (ca 1855–1875) och Australian (1858–1879), en son till den engelska Triple Crown- vinnaren, West Australian.
Även om Lexingtons framgång som avelshingst gjorde Woodburn Stud nästan synonymt med galoppsport, var Woodburn i själva verket under mitten till slutet av 1800-talet, där den amerikanska travaren avlades fram, och gården var mest känd för dessa travhästar.
Efter Robert A. Alexanders död i december 1867 blomstrade stuteriet i hans bror A.J. Alexanders regi. Men efter A.J.:s död 1902, fick det stora motgångar. I början av 1900-talet var gården inte längre i avelsbranschen, och hade omvandlats till boskapsmark.

### Preakness
1867 födde A.J. Alexander upp Preakness som skulle köpas av Milton H. Sanford och som Preakness Stakes är uppkallat efter. 
| Kentucky Derby (4) | Preakness Stakes (4)   | Belmont Stakes (10)    |
| ------------------ | ---------------------- | ---------------------- |
| Baden-Baden (1877) | Tom Ochiltree (1875)   | General Duke (1868)    |
| Fonso (1880)       | Shirley (1876)         | Kingfisher (1870)      |
| Joe Cotton (1885)  | Duke of Magenta (1878) | Harry Bassett (1871)   |
| Chant (1894)       | Grenada (1880)         | Joe Daniels (1872)     |
|                    |                        | Springbok (1873)       |
|                    |                        | Duke of Magenta (1878) |
|                    |                        | Spendthrift (1879)     |
|                    |                        | Grenada (1880)         |
|                    |                        | Burlington (1890)      |
|                    |                        | Patron (1892)          |

## Airdrie Stud
Idag är namnet Woodburn sedan länge borta men hästuppfödningsverksamheten återupplivades 1972 som Airdrie Stud Inc. som nu verkar på 10 km2, varav mycket är en del av den ursprungliga marken för Woodburn Stud. Airdrie Stud, Inc. ägs av Kentuckys före detta guvernör Brereton Jones och hans fru Libby. Libby Jones är även en ättling till familjen Alexander. År 2000 segrade Airdrieuppfödda stoet Caressing i Breeders' Cup Juvenile Fillies.